# Стоимен Бобошевски
Стоимен Бобошевски е български политик.

## Биография
Кмет е на Горна Джумая за кратко между 9 или 19 юли и 13 ноември 1919 г. По време на мандата му страната е във военно положение и цялостната неяснота около съдбата тегне над изпълнението на непосредствените задачи на кмета.